# ルクセンブルク君主一覧
ルクセンブルク君主一覧では、ルクセンブルクをかつて統治したルクセンブルク伯、ルクセンブルク公、および現在のルクセンブルク大公国の歴代大公を挙げる。

## ルクセンブルク伯

### ルクセンブルク＝アルデンヌ家（リュッツェルブルク家）
- ジークフリート1世（ジークフロイト）（963年 - 998年）[1][2] - アルデンヌ伯
- ハインリヒ1世（998年 - 1026年） - バイエルン公（ハインリヒ5世、1004年 - 1009年、1017年 - 1026年）
- ハインリヒ2世（1026年 - 1047年） - バイエルン公（ハインリヒ7世、1042年 - 1047年）
- ギゼルベルト（1047年 - 1059年）
- コンラート1世（1059年 - 1086年）
- ハインリヒ3世（1086年 - 1096年）
- ヴィルヘルム（1096年 - 1129年）
- コンラート2世（1129年 - 1136年）

### ナミュール＝ルクセンブルク家
- ハインリヒ4世（1136年 - 1196年） - ナミュール伯（アンリ1世）
- オットー（1196年 - 1197年） - ホーエンシュタウフェン家、ブルゴーニュ伯（オトン1世）
- エルメジンデ女伯（1197年 - 1247年）
- テオバルト（1197年 - 1214年） - バル伯（ティボー1世）、エルメジンデ女伯と結婚

### リンブルク＝ルクセンブルク家
- ヴァルラム（1214年 - 1226年） - リンブルフ公（ヴァルラム3世）、エルメジンデ女伯と結婚
- ハインリヒ5世（1247年 - 1281年）
- ハインリヒ6世（1281年 - 1288年）
- ハインリヒ7世（1288年 - 1310年） - ローマ王（1308年 - 1313年）、神聖ローマ皇帝（1312年 - 1313年）
- ヨーハン（1310年 - 1346年） - ボヘミア王（1310年 - 1346年）
- カール（1346年 - 1353年） - ローマ王（1346年 - 1378年）、神聖ローマ皇帝（1354年 - 1378年）、ボヘミア王（1346年 - 1378年）
- ヴェンツェル1世（1353年 - 1354年） - ブラバント公（1355年 - 1383年）

## ルクセンブルク公

### リンブルク＝ルクセンブルク家
- ヴェンツェル1世（1354年 - 1383年）
- ヴェンツェル2世（1383年 - 1419年） - ブランデンブルク選帝侯（1373年 - 1378年）、ローマ王（1376年 - 1400年）、ボヘミア王（1378年 - 1400年）
- ジギスムント（1378年 - 1388年） - ブランデンブルク選帝侯（1378年 - 1388年、1411年 - 1415年）、ハンガリー王（1387年 - 1437年）、ローマ王（1410年 - 1437年）、神聖ローマ皇帝（1433年 - 1437年）、ボヘミア王（1419年 - 1437年）
- ヨープスト（1388年 - 1402年、1407年 - 1411年） - モラヴィア辺境伯（1375年 - 1411年）、ブランデンブルク選帝侯（1388年 - 1411年）、ドイツ共同統治王（1410年 - 1411年）
  - ルイ・ドルレアン（1402年 - 1407年）
- エリーザベト・フォン・ゲルリッツ（1411年 - 1443年）

### ブルゴーニュ領
1443年にルクセンブルク伯領はブルゴーニュ公フィリップ3世（善良公）に制圧され、以後はブルゴーニュ領ネーデルラントの一部として統治される。後にハプスブルク家へと継承され、1794年にフランスに占領されるまで統治した。
歴代君主はブルゴーニュ公一覧を参照。
ただし、1469年まではルクセンブルク家およびその縁者が名目上の公位を主張していた。
- エリーザベト・フォン・ゲルリッツ（1443年 - 1451年）
- ラディスラウス・ポストゥムス（1451年 - 1457年） - ジギスムントの娘エリーザベト・フォン・ルクセンブルクの息子
- ヴィルヘルム3世（1457年 - 1469年） - テューリンゲン方伯、ザクセン選帝侯フリードリヒ1世の息子、ラディスラウスの長姉アンナの夫